# فريدي مورغان
فريدي مورغان (بالإنجليزية: Freddy Morgan)‏ (1908 - 1990) هو ملاكم ويلزي راحل.

## روابط خارجية
- فريدي مورغان على موقع بوكس ريك (الإنجليزية) (registration required)

- سجل الملاكمة لـ فريدي مورغان من بوكس ريك